# Dominica Passage
Dominica Passage (fr. Canal de la Dominique) – cieśnina na Oceanie Atlantyckim, oddzielająca wyspę Marie-Galante i Dominikę. Łączy Morze Karaibskie z otwartym Oceanem Atlantyckim. Ma 16 mil (26 km) szerokości i około 36 mil (58 km) długości. W cieśninie znajduje się wiele wysp, które dzielą ją na mniejsze kanały. W 1987 roku podpisano porozumienie między Francją a Dominiką w sprawie wytyczenia granicy w cieśninie. Krzysztof Kolumb przepłynął przez tę cieśninę podczas swojej drugiej wyprawy do Ameryki. W 1782 roku w cieśninie odbyła się bitwa przy wyspach Les Saintes.